# William Wycherley

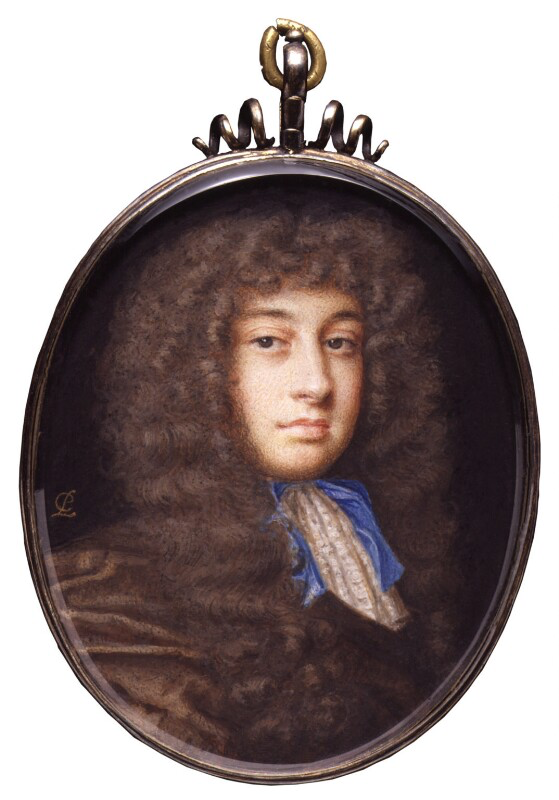
William Wycherley en 1675.

William Wycherley (Clive, bautizado el 8 de abril de 1641 - Londres, 1 de enero de 1716) fue un dramaturgo y poeta inglés, cuyas obras son típicas de la literatura de la Restauración inglesa.

## Biografía
Su padre era mayordomo del marqués de Winchester. A los quince años fue enviado a formarse en Francia, donde pasó tres años y se convirtió al catolicismo. Tras la restauración de Carlos II hizo estudios de derecho en el Queen's College de Oxford y abrazó de nuevo la fe anglicana, aunque se marchó sin un título. Sirvió en Irlanda en 1662 como soldado del Regimiento de Guardias del Conde de Ancram; durante 1664-65, sir Richard Fanshawe lo llevó consigo en una misión diplomática a Madrid, ya que en efecto la mujer de Fanshawe, Anne, lo menciona en su Diario. Por otra parte, Wycherley afirmó haber luchado después en la segunda guerra anglo-neerlandesa (1665-1667). Fue amante de la duquesa de Cleveland, cuyos favores compartió con el rey Carlos II, y fue admitido en la corte regia.
El placer y el escenario eran sus únicos intereses. Su obra Love in a Wood, or St. James's Park fue interpretada a principios de 1671 en el teatro Drury Lane y publicada al año siguiente; es una adaptación de Mañanas de abril y mayo de Pedro Calderón de la Barca. En 1672 estrenó The Gentlemen Dancing Master, inspirada en El maestro de danzar de Pedro Calderón de la Barca, pero no tuvo éxito. Pasó casi toda su vida en Londres donde aún se recuerda su predilección por las tabernas y por lugares poco recomendables. Fue uno de los amantes de la duquesa de Castlemaine y, pese a su carácter libertino, al parecer fue un hombre atormentado. Se casó por conveniencia en 1680 con una dama rica y rígidamente puritana, la condesa de Drogheda; pero enviudó al año siguiente y los pleitos por la herencia y las deudas lo arruinaron y lo condujeron a la cárcel, donde estuvo siete años y de la que lo sacó la clemencia de Jacobo II, quien pagó la mayor parte de sus deudas y le otorgó una pequeña pensión, que perdió cuando fue depuesto en 1688. A principios del siglo XVIII amistó con el poeta recusante católico Alexander Pope. Tal vez este le convenció para volver a la Iglesia católica, y poco después aún se casó otra vez y a la edad de setenta y cuatro años, en mal estado de salud y con una licencia especial fechada el 20 de diciembre de 1715, con la joven Elizabeth Jackson, amante de un primo, el capitán Thomas Shrimpton, a quien al parecer quería fastidiar. Falleció el comediógrafo poco después, en 1716, y ella se casó con el primo.
Entre sus obras, básicamente comedias satíricas un tanto salvajes, destacan The Plain-Dealer (1674), una sátira cruda de la codicia humana, y The Country Wife / La esposa aldeana (1675). En esta última obra, irrepresentable durante dos siglos en su versión original, el libertino Horner hace correr por todo Londres el rumor de que, a causa de una operación mal resuelta para curarle la sífilis, ha quedado impotente. Eso le permite entrar invitado en las casas de los maridos de las mujeres que persigue. En un segundo argumento enlazado, otro libertino, pero viejo, Pinchwife, casado con una aldeana mucho más joven que él y muy celoso, fracasa en conseguir que ella se le mantenga fiel, y Horner la seduce. No hay fin moral ni escarmiento en esta obra. Tras la publicación de sus Miscellany Poems en 1704, Wycherley había conseguido, como ya se ha dicho, la amistad de Alexander Pope, quien le hizo llegar hasta el gran público arreglando y corrigiendo sus escritos.
Está fuertemente relacionado con George Etherege, pero introduce un nuevo elemento; el cinismo: el autor no desprecia a sus personajes. Presenta una sociedad amoral, donde el libertino puede perfectamente salir impune al final de obras como The Country Wife, su pieza más representada, en que se hizo famosa la escena de "la porcelana".
Debido a los desórdenes políticos, Whycheley regresó al hogar paterno en Shropshire en 1689: el nuevo rey, Guillermo III, no apreciaba en exceso a los escritores, sobre todo cuando eran abiertamente libertinos como Wycherley.

## Ediciones modernas
- The Complete Works of William Wycherley. Ed. Montague Summers. 4 vols. London, 1924.
- The Country Wife and Other Plays. Ed. Peter Dixon. Oxford University Press, 1996 [2008].
- The Plays of William Wycherley. Ed. Arthur Friedman. Oxford, 1979.